# Gaby Fischer
Gaby Fischer nota anche come Gabi Fischer (1966) è un'attrice tedesca.

## Biografia
Gaby Fischer fin dal 1975 interpreta un episodio de Der Kommissar e L'ispettore Derrick. Tra il 1986 e il 2005 è presente in numerose produzioni tra le quali spicca il ruolo della Schwester Ina per 43 episodi della serie ZDF La clinica della Foresta Nera. Dagli anni 2000 lascia la Germania per la Cornovaglia. 
Recita ancora successivamente per Wolfgang Rademann in Die Schwarzwaldklinik – Die nächste Generation.

## Filmografia
- 1975: Der Kommissar – Am Rande der Ereignisse
- 1975: L'ispettore Derrick: Tod am Bahngleis
- 1975: Der Biberpelz
- 1986: Xaver und sein außerirdischer Freund
- 1986–1989: La clinica della Foresta Nera (43 ep.)
- 1987: Zwei auf der Straße
- 1987: Vicky und Nicky
- 1987: Hexenschuß
- 1987: Ein Heim für Tiere – Das Geheimnis des Waldes
- 1987: Harald und Eddi
- 1988: Lindenstraße
- 1988: Zur Freiheit
- 1988: Trouble im Penthouse
- 1988: Einfaches Leben
- 1989: Der Landarzt – Das Leben geht weiter
- 1989: Pole Poppenspäler
- 1990: Das schreckliche Mädchen
- 1990: Alles im Griff
- 1990: Tatort: Zeitzünder
- 1990: Ein Schloß am Wörthersee – Mister Charlie aus L.A.
- 1991: Löwengrube – Gewalttäter
- 1991: Das größte Fest des Jahres – Weihnachten bei unseren Fernsehfamilien
- 1991: Ein Haus in der Toscana
- 1991: Praxis Bülowbogen
- 1994: Florida Lady – Kein Weg zurück
- 1994: Elbflorenz
- 1992: Haus am See
- 1994: Hallo, Onkel Doc! – Blutsbrüder
- 1997–1999: Forsthaus Falkenau
- 2002: Wilder Kaiser – Herzfieber
- 2005: Die Schwarzwaldklinik – Die nächste Generation